# Словаччина на Євробаченні Юних Музикантів
Словаччина брала участь у Євробаченні Юних Музикантів, що проводиться кожні два роки, двічі з моменту дебюту в 1998 році.

## Учасники
Умовні позначення
     Переможець
     Друге місце
     Третє місце
     Не пройшла до фіналу
     Участь скасовано
     Не брала участі
| Рік                               | Місце проведення | Учасник      | Інструмент | Фінал                      | Півфінал |
| --------------------------------- | ---------------- | ------------ | ---------- | -------------------------- | -------- |
| 1998                              | Відень           | Міхал Стягел | Віолончель | -                          | -        |
| 2000                              | Берген           | Невідомо     | Невідомо   | Не вдалося кваліфікуватися | -        |
| Не брала участі в 2002-2024 роках |                  |              |            |                            |          |